# Cassandra Khaw
Cassandra Khaw (Kuala Lumpur, 31 de agosto de 1984) se dedica al periodismo especializado en juegos y tecnología, a la escritura de terror y ciencia ficción, y a la creación de videojuegos y juegos de mesa. En 2023 recibió diferentes premios por sus obras literarias: el Premio Bram Stoker por Salt Grows Heavy, el premio Locus Award por Breakable Things, y el Premio Mundial de Fantasía también por Breakable Things.

## Trayectoria
Khaw, que nació en Malasia en 1984, se dedica a la escritura de novelas y relatos de terror y ciencia ficción, así como a la creacióna de videojuegos, juegos de rol y de mesa. Empezó a publicar trabajos de interés en invierno de 2015 con el relato What the Highway Prefers en la revista Lackington's. A partir de ese momento sus artículos sobre videojuegos, y sus relatos e historias de terror se han publicado en revistas como Tor.com, Clarkesworld, Fireside Fiction, Uncanny Magazine.
La mayor parte de sus obras literarias se centran en el género de horror aunque a menudo también escribe ciencia ficción con clara influencia del escritor H. P. Lovecraft. En muchos de sus relatos, el imaginario del sudeste asiático aparece entrelazado con las situaciones de terror.
Khaw también trabaja de guionista de videojuegos para Ubisoft y escribe para publicaciones sobre tecnología y videojuegos como Eurogamer, Ars Technica, The Verge y Engadget.

## Reconocimientos
Khaw ha recibido numerosos premios y reconocimientos por sus relatos y novelas de ciencia ficción y terror, entre los que destacan: el Premio Bram Stoker, otorgado en 2021, 2022 y 2023 por sus trabajos Nothing but Blackened Teeth, Breakable Thingsy The Salt Grows Heavy respectivamente. Recibió el premio Locus Award en tres ocasiones, en el año 2018 por su obra Food of the Gods, en 2022 por The All-Consuming World, y en 2023 por su colección Breakable Things. 
El Premio Shirley Jackson se lo otorgaron por su obra Nothing but Blackened Teeth en 2021, y por Breakable Things en 2022. Otro premio que logró varias veces a lo largo de su trayectoria es el British Fantasy Award, obtenido en 2017 por Hammers on Bone, en 2022 por Nothing but Blackened Teeth, y en 2023 por Breakable Things. Su obra Nothing but Blackened Teeth le hizo ganar otros dos premios en 2022: el Ignyte Award y el Premio Mundial de Fantasía. Este último galardón lo recibió por segunda vez en 2023 por Breakable Things.

## Obra

### Novelas
- 2017 - Bearly a Lady [17]
- 2021 - The All-Consuming World [18]
- 2023 - The Dead Take the A Train with Richard Kadrey[19]
- 2023 - The Salt Grows Heavy
- 2024 - Critical Role: Bells Hells–What Doesn't Break[20]

#### Persons Non Grata (serie)
- 2016 - Hammers on Bone
- 2017 - A Song for Quiet

#### Born to the Blade (serie)
- 2018 - Baby Shower[21]
- 2018 - Dreadnought[22]

#### Gods & Monsters: Rupert Wong (serie)
- 2015 - Rupert Wong, Cannibal Chef
- 2017 - Rupert Wong and the Ends of the Earth
- 2017 - Food of the Gods
- 2019 - The Last Supper Before Ragnarok

### Antologías
- 2016 - Flesh: A Southeast Asian Urban Anthology with Angeline Woon
- 2023 - A Darker Shade: New Stories of Body Horror from Women Write

### Colecciones
- 2022 - Breakable Things

### Poesía
- 2017 - Protestations Against the Idea of Anglicization
- 2017 - My Mama
- 2018 - Apathetic Goblin Nightmare Woman
- 2018 - Found Discarded: A Love Poem, Questionably Addressed.
- 2018 - Octavia's Letter to Marcus Anthony on the Discovery of His Faithlessness
- 2019 - A Letter from One Woman to Another
- 2019 - Instructions for When You've Endured as Much as You Can

- 2021 - Van Richten's Guide to Ravenloft (writer, Wizards of the Coast)[23]
- 2021 - Critical Role: Call of the Netherdeep (writer, Wizards of the Coast)[24]

### Videojuegos
- 2017 - She Remembered Caterpillars[25]
- 2018 - Where the Water Tastes Like Wine[26]
- 2019 -  Sunless Skies[27]
- 2019 - Falcon Age[28]
- 2020 - Hyper Scape[29]
- 2020 - Wasteland 3[30]
- 2022 - Gotham Knights[29]
- 2023 - World of Horror[31]